# تپه خرگوشی (فریمان)
تپه خرگوشی مربوط به دوره ساسانی - سده ۶ - ۷ ق است و در شهرستان فریمان، ۲۵۰ متری شرق روستای میاندهی واقع شده و این اثر در تاریخ ۱۶ شهریور ۱۳۸۳ با شمارهٔ ثبت ۱۱۰۷۵ به‌عنوان یکی از آثار ملی ایران به ثبت رسیده‌است.